# NGC 446
NGC 446 je galaksija u zviježđu Ribe.

## Vanjske poveznice
- SEDS: NGC 446